# Asgrauwe wortelmot
De asgrauwe wortelmot (Dichrorampha aeratana) is een vlinder uit de familie bladrollers (Tortricidae). De wetenschappelijke naam is voor het eerst geldig gepubliceerd in 1915 door Pierce & Metcalfe.
De soort komt voor in Europa.